# الوطني اليوم (جريدة)
الوطني اليوم جريدة مصرية يومية كانت تصدر عن الحزب الوطني الديمقراطي المنحل عقب ثورة 25 يناير. رئيس التحرير ورئيس مجلس الإدارة محمد حسن الألفي.

## وصلات خارجية
- موقع الوطني اليوم